# Adrià Sardó i Parals
Adrià Sardó i Parals (Palamós, Baix Empordà, 20 de desembre de 1915 - Barcelona, 9 de novembre de 2014) fou un violinista, director d'orquestra, mestre i compositor català.

## Biografia

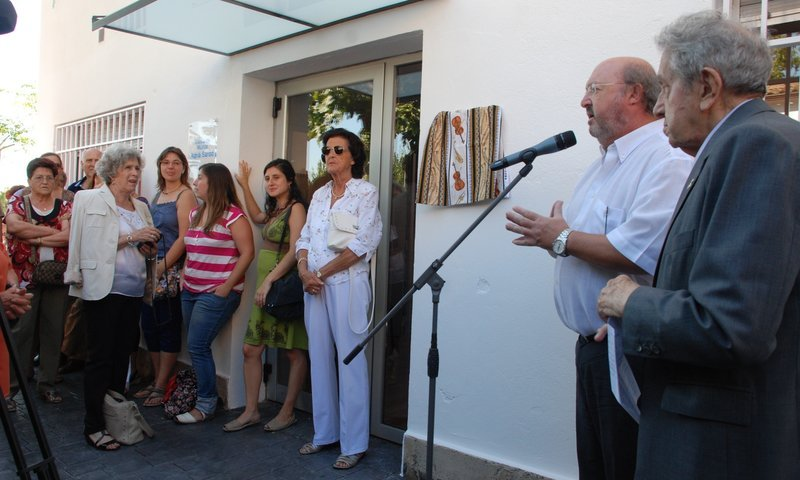
Inauguració de l'ampliació de l'Escola de Música, el 2011.

Adrià Sardó va néixer el 20 de desembre de 1915 al carrer d'August (actualment de Josep Fàbrega Pou) de Palamós. Els seus pares es deien Joaquim Sardó i Vilar, de Calonge, i Enriqueta Parals i Serra, de Palamós.
Les primeres notes musicals les va aprendre del seu pare, que sabia solfa i afinava bé. No es pot oblidar que Joaquim Sardó era un dels fills del mestre i músic Josep Sardó i Cassà. Les primeres notes de violí les va aprendre del músic calongí Rogeli Vilà i Armengol. Al cap de pocs anys, la família es va traslladar a Calonge, on tenien casa, per a després, per qüestions laborals del pare, que era taper, van acabar anant a Morellàs i a Ceret. Van acabar tornant a Calonge, però per poc temps, ja que la família se'n va anar a viure a Barcelona. Era l'any 1929, el mateix de la celebració de l'Exposició Internacional.
A Barcelona, va entrar a l'Escola Municipal de Música. Va tenir com a professors a Joaquim Salvat (solfeig), Eduard Toldrà (direcció d'orquestra), Enric Morera (harmonia), Frederic Alfonso (teoria), Jaume Pahissa (contrapunt) i Joaquim Zamacois (fuga), entre d'altres.
Quan va esclatar la Guerra Civil espanyola, l'any 1936, només li faltava un curs. Durant el conflicte bèl·lic van matar el seu oncle patern Pere Sardó i Vilar i el seu germà Josep Sardó i Parals. En acabar la guerra, l'any 1939, va decidir acabar el darrer curs. A més, ja va començar a dirigir l'Orquestra Simfònica del Sindicat Espanyol Universitari.
L'any 1943 es va presentar i va guanyar una plaça de primer violí a l'Orquestra Municipal de Barcelona. La formació musical va fer la seva presentació oficial el 31 de març de 1944, sota la batuta d'Eduard Toldrà. Va compaginar la seva feina a l'orquestra, amb la direcció d'altres orquestres, com la Banda de Música de Mataró o l'Orquestra Simfònica Santa Cecília de Lleida, sense oblidar formacions puntuals, a part de dirigir òperes, algunes d'elles al Liceu, el ballet espanyol de Pilar López o el Ballet de Barcelona que dirigia Joan Magriñà.
A banda de violinista i director d'orquestra, Sardó va participar en la gravació de discos i, fins i tot, en va dirigir l'enregistrament de diverses peces per a la pel·lícula El maravilloso mundo del doctor Coppelius, del director Ted Kneeland i estrenada l'any 1966.
L'any 1968, amb el rector de la parròquia, mossèn Pere Surribas, i el locutor de ràdio Joan Viñas, van crear el Festival de Música de Calonge.
Sardó, com a director artístic, va aconseguir que per al festival calongí passessin gent reconeguda com a Montserrat Caballé, Josep Carreras, Teresa Berganza, Victòria dels Àngels, Narciso Yepes, Vicenç Prats, Nicanor Zabaleta, Gonçal Comellas, Ichiro Suzuki, Sergi Alpiste o Rosa Sabater.
L'any 1986 també va recuperar la coral l'Orfeó Llevantí, que havia creat el seu oncle Pere Sardó el 1924. La presentació oficial va tenir lloc el diumenge 30 de març a la plaça Major de la vila. Al cap de deu anys, la coral va desaparèixer. L'any 2010, Sardó va decidir cedir la senyera de la coral a l'Ajuntament.
Però el fet més important a favor de la música a Calonge va ser, sens dubte, la fundació de l'Escola de Música, l'any 1987. L'escola, gràcies a la cessió d'un local al Castell i un piano per part de l'Ajuntament, va inaugurar-se el 13 de setembre. Arran de les obres al castell, l'escolaes va traslladar a l'hotel d'entitats, a l'antiga caserna de la Guàrdia Civil. L'any 2011, l'Ajuntament va decidir ampliar-la, passant de 3 a 6 aules, i reformar-la, a part de donar-li el nom d'Adrià Sardó. Gràcies a aquesta iniciativa, Calonge ha pogut recuperar la presència de músics locals, com ara el músic de cobla Ivan Joanals, encara que la majoria s'han dedicat més al rock. El centre aplega més d'un centenar de joves músics.
L'Ajuntament, l'any 1985, va decidir que Sardó fos el pregoner de la festa major. L'any 1997, el ple de l'Ajuntament va acordar, per unanimitat, nomenar-lo fill adoptiu de Calonge. Es va justificar "per l'amor per la música i l'amor pel seu poble, que és Calonge, treballant per unir ambdues".
A nivell personal, Adrià Sardó es va casar l'any 1942 amb la pianista Carme Puyol, que també tocava a l'Orquestra del SEU. La parella va tocar a Calonge un any abans, el 22 d'agost de 1941, amb un concert al local de la Falange de la vila. El matrimoni va tenir tres fills: Carme (1943), Núria (1945) i Adrià (1956). Sardó i Puyol es van separar tant civilment com religiós. Després, va conèixer Concepció Mira, amb qui es va casar, pel civil, el 8 de gener de 1986, a Barcelona.
Durant la commemoració dels 70 anys de l'Orquestra Simfònica de Barcelona i Nacional de Catalunya (OBC), que va tenir lloc l'abril del 2014, Sardó va ser homenatjat, ja que era un dels tres músics fundadors de la formació que seguia viu. Els altres dos eren l'arpista Maria Lluïsa Sánchez i el contrabaxista Josep Poch.